# Чертёж (Пермский край)
Чертёж — деревня в составе Соликамского городского округа в Пермском крае.

## Географическое положение
Деревня расположена непосредственно у северной границы города Соликамск.

## Климат
Климат умеренно континентальный с холодной зимой, продолжительностью около 5 месяцев, и тёплым коротким летом. Среднегодовая температура воздуха 0,7 °C. Среднемесячная самого холодного месяца (января) −16,2 °C, самый тёплый июль +17,2 °C. Первые осенние заморозки наступают во второй декаде сентября, в отдельные годы первый заморозок может наступить в третьей декаде августа. Последние заморозки прекращаются в третьей декаде мая, иногда в первой декаде июня. Продолжительность безморозного периода в среднем составляет 117 дней. Образование устойчивого снежного покрова происходит в среднем, в I декаде ноября, в отдельные годы во II декаде октября. Средняя высота снежного покрова 62 см. Разрушение устойчивого снежного покрова отмечается, в среднем, во второй декаде апреля.

## История
«Деревня Чертеж на реке на Боровой» упоминается уже в первой переписи Соликамского уезда 1579 года, согласно которой в деревне числится 5 дворов. По переписи 1623 года — 6 дворов (5 крестьянских и 1 бобыльский), в которых живут 8 человек, а также, возможно, двор Соликамского посадского человека И. И. Суровцева с живущим в нём исполовником.
Согласно В. Шишонко, в 1872 году дер. Чертеж на р. Боровой «ныне существует в Городищенской волости, Усть Боровском сельском обществе государственных крестьян, коих считается 38 р[евизских] д[уш] м[ужского] п[ола], а земли у них 249 дес[ятин] 600 саж[еней]».
До 2019 года деревня входила в Тохтуевское сельское поселение Соликамского района, после его упразднения стала рядовым населённым пунктом Соликамского городского округа.

## Население
Постоянное население составляло 73 человека (95 % русские) в 2002 году, 96 человек в 2010 году. 